# Штролта
Штролта (груз. შტროლთა) — село в Грузии. Находится в Ахметском муниципалитете края Кахетия. Расположено в регионе Тушетия на левом берегу реки Хисос-Алазани.
Расстояние от города Ахмета — 88 км. Высота над уровнем моря составляет 1840 метров. По данным на 1970-е и на 2014 год, в селе не было постоянного населения.
В советское время село Штролта входило в Омалойский сельсовет Ахметского района.